# Siri Pettersen
Siri Pettersen, född 28 oktober 1971, är en norsk fantasy-författare och serieskapare.
Siri Peettersen är uppvuxen i Sørreisa kommun och Trondheim men bor numera i Oslo. Hennes första fantasyroman Odinsbarn fick 2014 norska Fabelpriset och kom i svensk översättning 2015. Tredje delen, Kraften (på norska Evna) i Pettersens fantasyserie Korpringarna tilldelades 2016 Havmannpriset för bästa nordnorska roman, utgiven under 2015.

## Korpringarna
Korpringarna är en norsk fantasyserie med fornnordiska rötter. Första boken heter Odinsbarn (norska: Odinsbarn) och kom ut i september 2013 på Gyldendal Norsk Forlag, och på svenska i februari 2015 på B. Wahlströms bokförlag. Boken fick 2014 års Fabelpris (norska: Fabelprisen). Den blev även nominerad till Bokhandlarpriset, Kulturdepartementets debutantpris och Bokbloggpriset.
Uppföljaren heter Röta (norska: Råta) och kom ut på norska i oktober 2014, och på svenska i september 2015. Den tredje delen Kraften (norska: Evna) kom ut på norska i oktober 2015 och på svenska i april 2016.
Korpringarna kommer att filmatiseras av Maipo film.
Böckerna finns även översatta till danska (Ravneringene 1: Odinsbarn, 2: Råddenskab), finska (Korpinkehät 1: Odininlapsi, 2: Mätä, 3: Mahti), polska (Krucze pierscienie 1: Dziecko Odyna) och tjeckiska (Havrani kruhy 1: Ódinovo díte).

## Vardari
Fantasytrilogin Vardari utspelar sig i samma universum som Korpringarna, men kan läsas fristående. Första delen i trilogin heter Jernulven på norska och kom ut 29 oktober 2020. Den svenska översättningen Järnulven utkom våren 2021.
Andra delen, Sølvstrupen, kom ut på norska 2023 och beräknas komma ut på svenska som Silverstrupen under våren 2024.

## Tecknade serier
Innan hon blev fantasyförfattare var hon serieskapare. År 2003 vann hon Sproingpriset som bästa debutant, för bland annat serien Anti-klimax (norska: Anti-Klimaks). 
Siri Pettersen tecknar alla sina serier digitalt. Den serien hon är mest känd för är Anti-Klimax. Andra serier hon tecknar är Kråkorna (norska: Kråkene) och den episka fantasyberättelsen Myrktid (norska: Myrktid).
Anti-Klimax är en humoristisk serie med starka politiska undertoner. Den skildrar ett ungdomsgäng som är emot det mesta. De har fått nog av dagens samhälle och vill göra något åt det. De är ofta oeniga, så de har svårt att hinna med att få något gjort åt världens tillstånd. Serieskaparen har sagt att ”Detta är serien för dig som vill ha en annan värld”.
Anti-Klimax vann Bladkompaniets serietecknartävling år 2002, och utgavs därefter i Larsons galna värld (norska: Larsons gale verden) 5/2003-2/2004. 
Kråkorna är en tecknad serie utan dialog, och hittills är två episoder publicerade: en i albumet Anti-Klimax (2004) och en i Slagg (2003), en antologi med Trondheimstecknarna.

## Priser och utmärkelser
- 2002 Bladkompaniets tecknarpris för Antiklimaks (Anti-klimax)[7]
- 2003 Norsk Tegneserieforums SPROING-pris som bästa debutant för de tecknade serierna Antiklimaks. Kråkene. (Anti-klimax. Kråkorna.)[8]
- 2014 Fabelpriset[9] för Odinsbarn[10]
- 2015 Norska bokhandelns barn- och ungdomsboksstipendium[11]
- 2015 Norska bokhandelskedjan Arks pris Årets bok för Evna (Kraften)[12]
- 2016 Havmannpriset för Evna (Kraften)

## Korprings-priset
2022 instiftade Siri Pettersen Korpringspriset för att belöna nya fantasyförfattare.

Den första pristagaren var författaren och illustratören Helge Lee, som skriver under pseudonymen H.L. Phoenix.
År 2023 gick priset till Catharina Natalie Wandrup för fantasyberättelsen ’’Stjerner over tivoli’’, första delen i serien ’’Søstrene Lumière’’.